# Gottfried Hoffmann (Pfarrer)

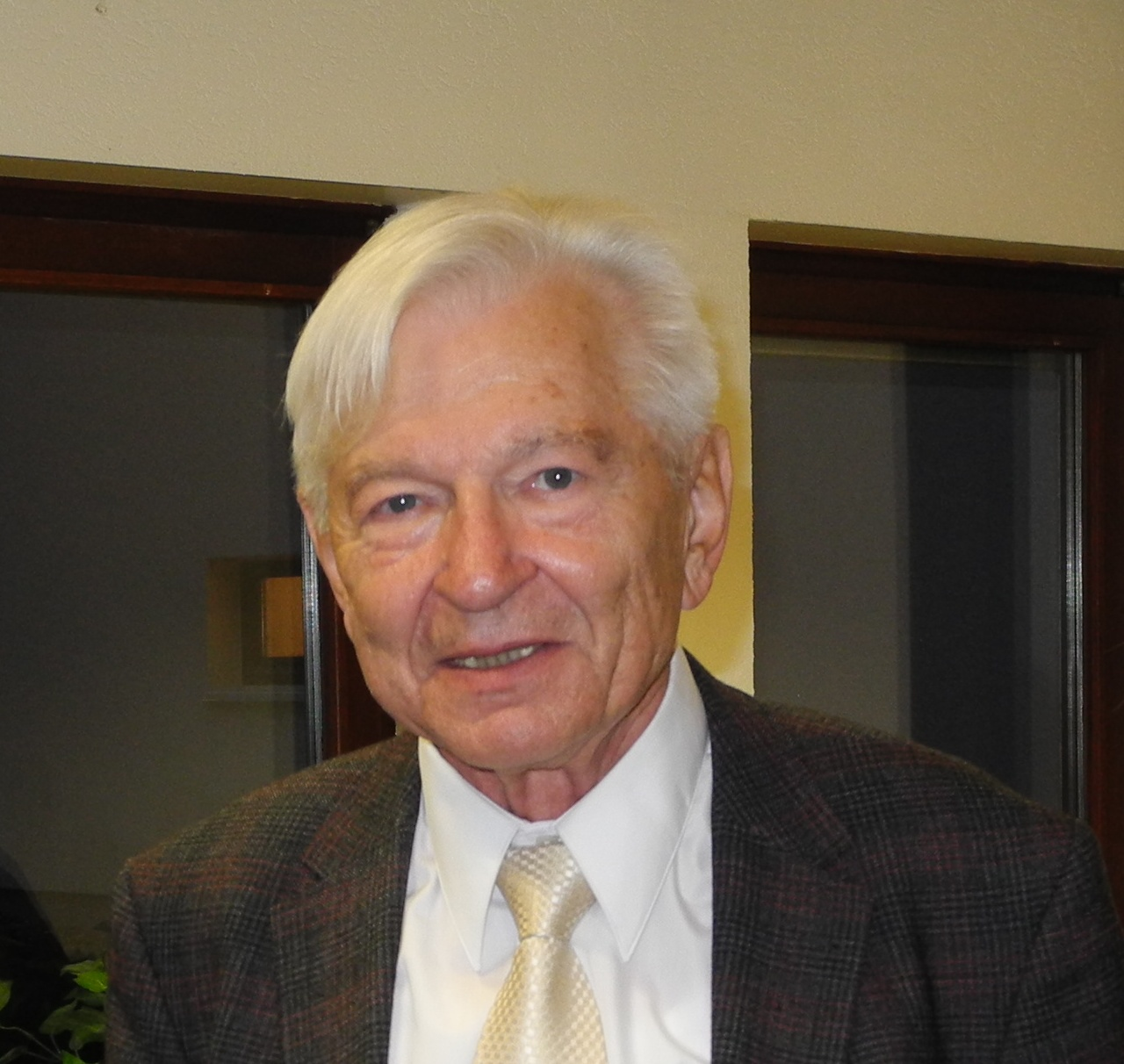
Gottfried Hoffmann (2012)

Gottfried Hoffmann (* 3. Juli 1930 in Leipzig; † 16. Januar 2016 in Landau in der Pfalz) war ein deutscher lutherischer Theologe.

## Wirken
Hoffmann war Vikar in Heidelberg, Frankfurt am Main und Oberursel. Nach seiner Ordination 1957 wurde er Pfarrer der Oberurseler Gemeinde der Selbständigen Evangelisch-Lutherischen Kirche (SELK). Von 1965 bis 1968 war er Pfarrer der St.-Pauli-Gemeinde im niedersächsischen Hörpel (bei Soltau). 1968 ging er zurück nach Oberursel und wirkte an der Lutherischen Theologischen Hochschule zunächst als Dozent für Dogmatik, nach der Promotion in Heidelberg zum Dr. theol. im Jahr 1972 dann bis zur Emeritierung 1993 als Professor für dieses Fach.

## Sonstiges
Hoffmann war verheiratet mit Rosemarie Hoffmann, die am Ruhestandssitz des Ehepaares in Landau in der Pfalz wohnhaft geblieben ist. Aus der Ehe sind vier Kinder hervorgegangen.

## Schriften (Auswahl)
- Die Kirchenkrise der Gegenwart und die Antwort des Glaubens. Aschaffenburg 1972, ISBN 3-557-91027-X.
- Neueste Vorschläge für ökumenische Gottesdienste. Eine kritische Untersuchung. Sankt Augustin 1974, ISBN 3-80500-037-4.
- Marburg fünfzehnhundertneunundzwanzig, eine verpasste Gelegenheit? Zur Interpretation der letzten Sitzung des Marburger Gesprächs durch Walther Köhler. Oberursel 1974, OCLC 718908677.
- Der Ökumenismus heute. Geschichte, Kritik, Wegweisung. Stein am Rhein 1978, ISBN 3-7171-0725-9.
- Luther und die Rechtfertigung. Oberursel 1984, ISBN 3-921613-16-7.
- Mit Gott ins Reine kommen. Martin Luther zu Gesetz und Gnade. Groß Oesingen 1997, ISBN 3-86147-152-3.
- Kirchenväterzitate in der Abendmahlskontroverse zwischen Oekolampad, Zwingli, Luther und Melanchthon. Legitimationsstrategien in der inner-reformatorischen Auseinandersetzung um das Herrenmahl. Göttingen 2010, ISBN 978-3-7675-7142-6.